# Młoda dziewczyna z kolczykami
Młoda dziewczyna z kolczykami (Młoda dziewczyna przed lustrem) – obraz holenderskiego malarza Rembrandta Harmenszoona van Rijn. Obraz sygnowany u dołu po lewej: Rembrandt f. 165(.)

## Opis obrazu
Rembrandt bardzo często malował scenki rodzajowe związane z wykonywanymi codziennymi czynnościami, tworząc z nich prawdziwe dzieła sztuki. Młoda dziewczyna z kolczykami jest przykładem tego typu obrazów. Artysta ukazuje dziewczynę w pełni skoncentrowaną na podziwianiu pięknych perłowych kolczyków, tych samych jakie można zaobserwować na portrecie Hendrickje Stoffels z 1654 roku (Luwr). Przed nią znajduje się lustro. Rembrandt z wielka starannością o szczegóły ukazał strój i klejnoty kobiety: bransoletki, kolczyki czy ozdoby we włosach.

## Interpretacja obrazu
Modelką na obrazie jest prawdopodobnie Hendrickje Stoffels, druga partnerka życiowa Rembrandta, która w domu artysty pojawiła się w latach czterdziestych. Identyfikacja kobiety bardziej opiera się na sposobie w jaki artysta ją namalował niż na porównaniu jej podobizny. Obraz wydaje się skończony w jednym nagłym przypływie natchnienia; ciepły złoty ton, jaskrawo czerwone, żółte i różowe barwy, namiętne i delikatne pociągnięcia pędzla widoczne w malunku twarzy i szybkie, energiczne pociągnięcia przy malowaniu pozostałych obszarów. Badania rentgenowskie wykazały, że układ prawej dłoni był kilkakrotnie zmieniany przez Rembrandta. Ten motyw malarz wielokrotnie studiował na rysunkach przygotowawczych o czym świadczą zachowane ryciny. Jednym z nich jest rycina pt. Saskia przed lustrem z 1630 roku (Ancident Art Museum, Bruksela).
Hofstede de Groot w 1915 roku zasugerował, iż portret jest kopią portretu Rembrandta i Saskie z kolekcji Pałacu Buckingham w Londynie. Teza ta została odrzucona i obraz z pałacu uznano za dzieło jakiegoś ucznia Rembrandta, dla którego wersja Młoda dziewczyna z kolczykami służyła jako wzór Istnieją również hipotezy, że portret jest jedynie częścią większego obrazu (Willem Martin)

## Proweniencja
Obraz oryginalnie miał formę ośmiokątną. Górne narożniki zostały dodane po tym jak dolna część Widocznie północne kąty były dodawane w późniejszym etapie po tym jak dolna część obrazu została zgubiona, a następnie odbudowana. Obraz w 1717 roku znajdował się w kolekcji Coonrad Droste (Haga). 21 lipca 1734 roku został sprzedany na aukcji za 50 florenów do kolekcji Godefroy. W kwietniu 1748 roku cała kolekcja została wystawiona w Paryżu na aukcji, a obraz został sprzedany niejakiemu Agardowi. W 1781 roku dzieło zostało odnotowane w kolekcji Baudouin z Paryża, po czym sprzedane do moskiewskiego Ermitażu.